# Ленва (приток Пожвы)
Ленва — река в России, протекает в Юсьвинском районе Пермского края. Устье реки находится в 4,8 км по правому берегу реки Пожвы. Длина реки составляет 2,3 км.
Согласно данным Роскартографии река Ленва образуется слиянием Большой Поломки и Малой Поломки. Водный реестр России реку Ленва не упоминает, включает 2,3 км течения Ленвы в Большую Поломку, а Малую Поломку трактует как приток Большой. Ленва течёт на северо-восток, впадает в Пожву у деревни Елизавето-Пожва.